# Cannone da 65/17 modello 13
Die Cannone da 65/17 ist ein italienisches Geschütz, das 1913 bei der italienischen Armee als Waffe für die Gebirgstruppe eingeführt wurde. Es bewährte sich in den Kämpfen des Ersten Weltkrieges in den Alpen als hervorragende Unterstützungswaffe.
1920 wurde das Geschütz bei der Gebirgstruppe ausgemustert und der Infanterie als Unterstützungswaffe übergeben. Die Möglichkeit des direkten Richtens mit einer flachen Flugbahn der Geschosse, führte dazu, dass nachdem Panzerkampfwagen weite Verbreitung fanden, dieses Geschütz auch für die Panzerabwehr Verwendung fand. Die robuste Bauweise und das geringe Gewicht waren Vorteile, durch die das Geschütz bis Mitte der 1940er Jahre im Einsatz blieb.

## Entwicklung
Die Entwicklung des Geschützes wurde vom Arsenal Regio Esercito di Torino (ARET) im Jahr 1902 abgeschlossen. Doch erst 1910 erfolgte die Freigabe der Waffe für den Truppengebrauch. Die ersten Geschütze wurden dann 1913 an die Truppe ausgeliefert, wodurch die Waffe die Bezeichnung „modello 13“ erhielt.
Die Waffe war wegen der robusten Ausführung und ihrer Zuverlässigkeit beliebt, doch war der völlig unzureichende Höhenrichtbereich (+ 20°) für ein Gebirgsgeschütz völlig unbrauchbar.

## Technik

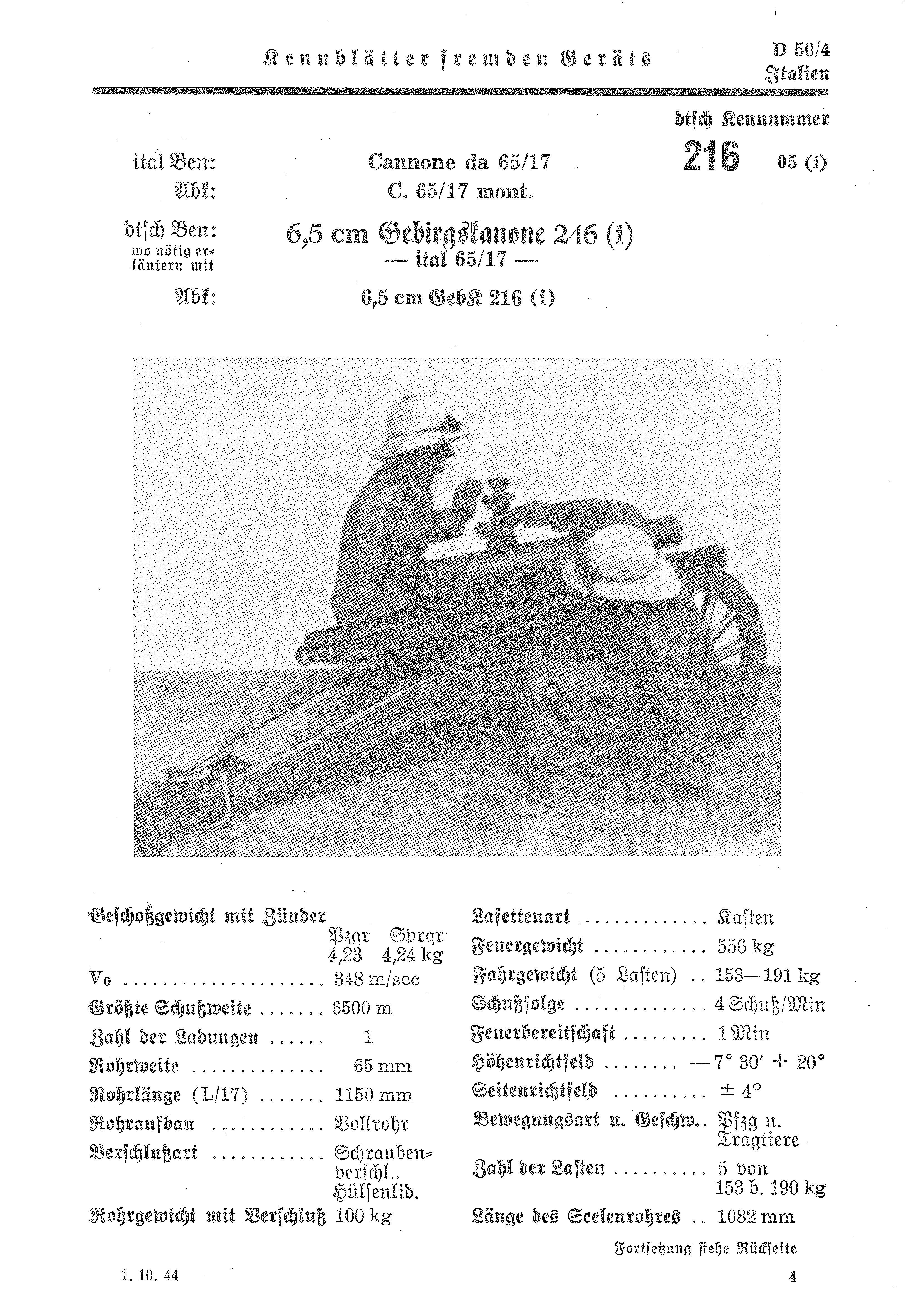
Datenblatt: Cannone da 65/17 Mod. 1908 6,5 cm Geb K 216 (i) aus der Dienstvorschrift Kennblättern fremden Geräts D 50/4

Wie bei Gebirgsgeschützen üblich, konnte das Gerät in Teillasten zerlegt werden. Es wurde mit Maultieren und auch per Hand durch schwieriges Gelände transportiert. Der Höhenrichtbereich lag bei −7° bis +20°. Damit war sichergestellt, dass die Waffe auch aus erhöhten Positionen hinabfeuern konnte. Der Seitenrichtbereich von 8° war für damalige Kraftzugwaffen größer aus üblich.
Das Rohr war aus Stahl gefertigt und hatte durchgehend vierundzwanzig Züge mit Linksdrall. Der Rohrverschluss ist als kegelstumpfförmiger Schraubverschluss ausgelegt.
Beim Schuss gleitet das Rohr auf der Rohrwiege zurück und wird hydraulisch gebremst, der mechanische Rohrvorholer verfügt über eine stark Feder.
An der Kastenlafette sind die beiden 700 mm großen Räder befestigt. Die Spurweite des Geschützes beträgt 960 mm.
Ein großer Splitterschutzschild gewährleistete Schutz bei Beschuss aus leichten Waffen und vor Splittern.

## Einsatz
Im Jahr 1914 bei Ausbruch des Ersten Weltkriegs waren 212 Geschütze fertiggestellt, die für die Ausrüstung von 14 Artillerieabteilungen ausreichten. Die Fertigung lief nach Kriegsbeginn ununterbrochen bis 1920 weiter.
Im Jahr 1920 führte die italienische Gebirgstruppe die 7,5-cm-Skoda M.15 ein und übergab die nicht mehr benötigten 65-mm-Gebirgskanonen Modell 1913 an die Artillerie der italienischen Infanterieverbände. Bei diesen ersetze das 65-mm-Geschütz ab 1926 in den einzelnen Infanterieregimentern die bisher verwendeten 37-mm-Geschütze. Anfangs mit 3 Geschützen pro Regiment und später mit 4 Geschützen.
Nach der Einführung bei der Infanterie, erfolgte eine Modernisierung des Geschützes für den Kraftzug. Die alten Holzräder wurden durch Räder mit einer Vollgummi mit halbpneumatischer Konstruktion ersetzt.

### Äthiopien 1935
Italienische Streitkräfte hatte Äthiopien im Oktober 1935 überfallen. Die eingesetzten, regulären Truppen und auch die Kolonial-, die Gebirgs- und Schwarzhemden-Verbände waren mit den 65-mm-Geschützen ausgerüstet.

### Spanischer Bürgerkrieg
Im Verlauf des Bürgerkriegs in Spanien wurden 343 dieser Geschütze an die spanischen Nationalisten und die eigenen Freiwilligen-Verbände geliefert. In diesem Konflikt sammelten die spanischen und italienischen Artilleristen erstmals Erfahrungen in der Bekämpfung gegnerischer Panzerkampfwagen mit diesem Geschütztypen.
Durch die Einführung der 47-mm-Kanone 47/32 modello 35 standen den italienischen ab 1935 modernere Geschütze zur Verfügung. Nach und nach wurden die 65-mm-Geschütze an Grenztruppen oder Reserve-Verbände der italienischen Miliz abgegeben.
Bei Beginn des Zweiten Weltkriegs 1939 betrug der Bestand er Geschütze 719 Stück. Hiervon stammten 249 aus relativ neuer Fertigung des AREN (Arsenal Neapel), welche die Verluste in Äthiopien und die Abgaben an in Spanien ausgerüstete Verbände ersetzt hatten. Der Munitionsbestand betrug bei Kriegsbeginn 1,542 Millionen Schuss. Allerdings gab es dabei zu wenige Panzergranaten.

### Griechenland 1940
Als italienische Verbände im Herbst 1940 vom besetzten Albanien aus, den Nordwesten Griechenlands angriffen, gehört das Geschütz zur Standardbewaffnung einiger italienischer Verbände.

### Libyen 1940
Der italienische Angriff im Winter 1940 an der libyschen Ostgrenze wurde teilweise von unzureichend ausgerüsteten Einheiten durchgeführt. Wie verbreitet dieses Geschütz bei diesen Truppen war ist schwer nachzuvollziehen, da es berichten gibt, nach denen die Artillerieausrüstung der angreifenden Verbände unvollständig war. Nach der Commonwealth-Gegenoffensive gingen jedoch die Kämpfe in Nordafrika weiter, und neu nach Nordafrika verlegte Verbände wurden dort eingesetzt. In einigen Fällen wurde das Geschütz auf der Ladefläche von italienischen und erbeuteten Lastkraftwagen montiert und als mobile Artillerie auch für die Panzerabwehr eingesetzt.

### Panzerkanone
Zwei in Libyen von den italienischen Streitkräften eingesetzte Fiat 2000 erhielten die 65/17-Geschütze als Bewaffnung.

## 6,5-cm-Gebirgskanone 216 (i)
Mit der vorgenannten Bezeichnung (Fremdgerätkennnummer) wurden die nicht zerstörten Geschütze diese Typs bezeichnet, welche von den italienischen Streitkräften nach dem Waffenstillstand von Cassibile durch die Entwaffnung italienischer Verbände in die Hände der Wehrmacht gelangten.